# Goniagnathus formosanus
Goniagnathus formosanus är en insektsart som beskrevs av Matsumura 1913. Goniagnathus formosanus ingår i släktet Goniagnathus och familjen dvärgstritar. Inga underarter finns listade i Catalogue of Life.